# Rhynchonelliformea
Rhynchonelliformea – podtyp ramienionogów, którego przedstawiciele występują od kambru do dziś.

## Charakterystyka
Rhynchonelliformea to ramienionogi o muszli zbudowanej z kalcytu, o nóżce pozbawionej celomy, posiadające larwy lecytotroficzne. Układ pokarmowy bez odbytu.

## Systematyka
Do Rhynchonelliformea należy większość ramienionogów. Podtyp ten dzieli się na pięć gromad, z czego cztery wymarłe (Chileata, Obolellata, Kutorginata, Strophomenata) i jedną mającą przedstawicieli w faunie współczesnej (Rhynchonellata).
Rhynchonelliformea w przeważającej większości odpowiadają grupie, określanej w dawnej systematyce ramienionogów jako zawiasowce (Articulata), ale obejmują również kilka grup, zaliczanych dawniej do bezzawiasowców (Inarticulata).